# Esben Smed

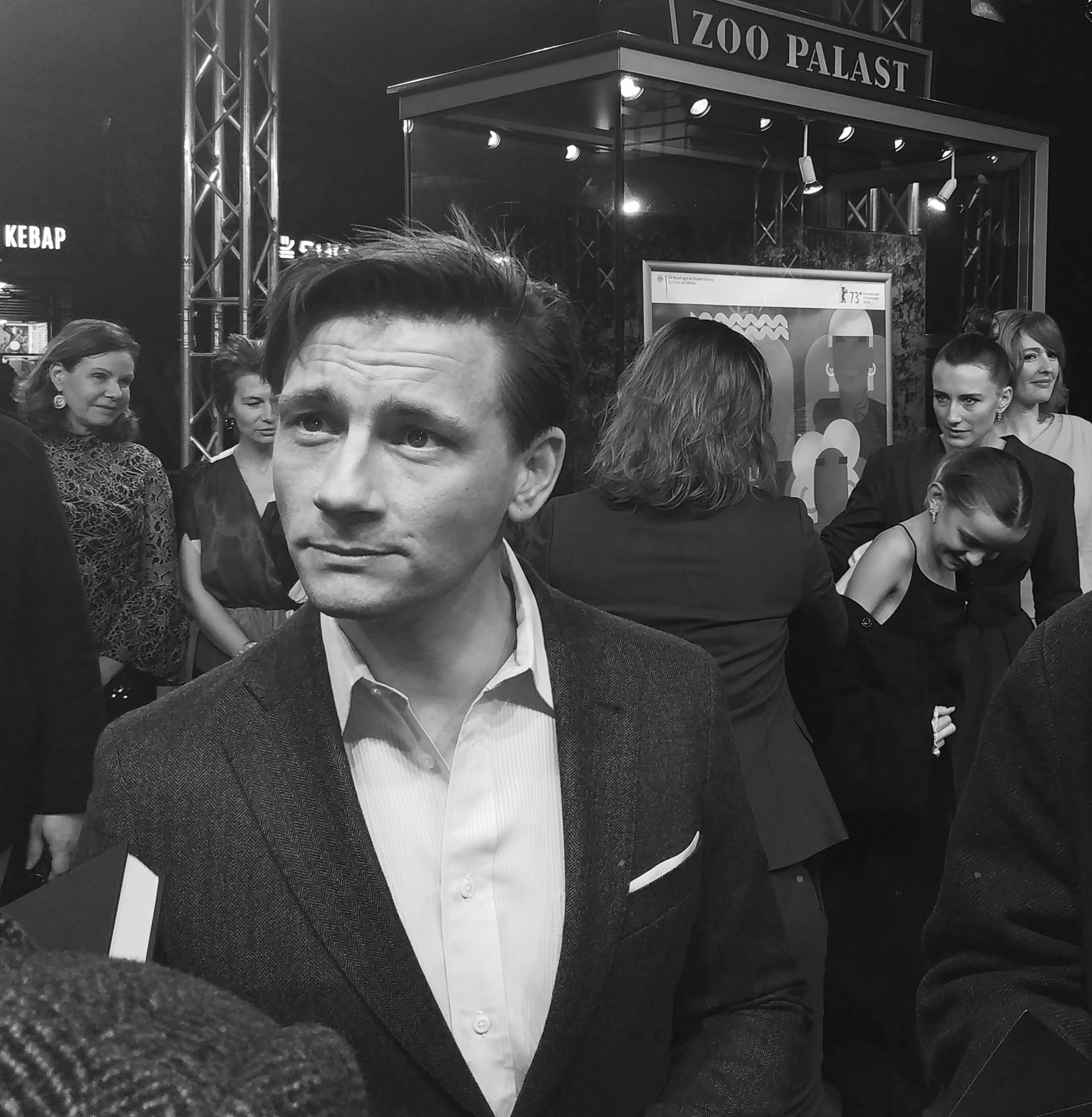
Esben Smed bei der Vorstellung der Fernsehserie Agent im Februar 2023 bei der Berlinale

Esben Smed Weinholt Jensen (* 13. Juli 1984 in Odder) ist ein dänischer Schauspieler.

## Leben
Esben Smed absolvierte 2013 erfolgreich sein Schauspielstudium an der Statens Scenekunstskole. Bereits während dieser Zeit war er als Theaterschauspieler tätig und konnte sich sowohl beim Publikum als auch bei den Kritikern durch sein Spiel behaupten, weswegen er 2014 als Bester Nachwuchsdarsteller mit dem renommierten Theaterpreis Reumert ausgezeichnet wurde.
Seinen Durchbruch feierte Smed mit der Darstellung des John Jensen in dem von Kasper Barfoed inszenierten Sommer '92, welcher auf dem Sieg der Dänischen Fußballnationalmannschaft bei der Europameisterschaft 1992 basiert. Für seine Darstellung wurde er für einen Bodil als Bester Nebendarsteller nominiert. Durch diese Rolle erhielt er anschließend auch die Hauptrollen in Aminas Briefe, Per im Glück und Daniel. Für die letzten beiden wurde er jeweils als Bester Hauptdarsteller für den Robert nominiert, wobei er für seine Darstellung des Daniel Rye auch ausgezeichnet wurde. 2019 wurde Esben Smed mit dem Ove-Sprogøe-Preis ausgezeichnet.
Smed ist seit 2014 mit der sechs Jahre älteren Filmemacherin Line Daugbjerg Christensen verheiratet. Das Paar hat zwei gemeinsame Kinder, einen Sohn und eine Tochter.

## Filmografie
- 2003: Kick'n Rush
- 2009: Liebeskummer (Kærestesorger)
- 2013: Sorrow and Joy
- 2015: Jeanne d'Arc (Kurzfilm)
- 2015: Sommer '92 (Sommeren '92)
- 2016–2020: Follow the Money (Fernsehserie, 30 Folgen)
- 2017: Aminas Briefe (Aminas breve)
- 2018: Per im Glück (Lykke-Per)
- 2018: Ditte & Louise
- 2019: Daniel (Ser du månen, Daniel)
- 2019: Lovesick (Kurzfilm)
- 2019: 398 Tage – Gefangener des IS (Ser du månen, Daniel)
- 2019: The Kindness of Strangers
- 2022: Lykkelige omstændigheder
- 2022: Kysset
- 2023: Agent (Fernsehserie)
- 2024: Families Like Ours – Nur mit Euch (Familier som vores, Fernsehserie, 7 Folgen)

## Auszeichnungen
- 2019: Ove-Sprogøe-Preis
- 2022: Lauritzen-Preis